# Toussaint Charbonneau
Toussaint Charbonneau (* 20. März 1767 in Boucherville, Québec, Kanada; † 12. August 1843 in Fort Mandan; siehe Anmerkung) war ein franko-kanadischer Forschungsreisender, Händler und Mitglied der Lewis-und-Clark-Expedition. Größere Bekanntheit erlangte er als Ehemann der indianischen Ureinwohnerin Sacajawea.

## Frühe Jahre
Charbonneau wurde in Boucherville (Québec, Kanada), in der Nähe von Montréal, geboren. Die Gemeinde hatte starke Verbindungen zu Entdeckungsreisen und zum Fellhandel. Charbonneaus Großmutter väterlicherseits war eine Schwester von Jacques DeNoyon (1668–1745), der vor 1700 das Gebiet um Kaministiquia (Thunder Bay, Ontario) erkundet hatte. In den Jahren davor waren der Jesuitenpater Jacques Marquette und später Pierre Gaultier de Varennes, sieur de La Vérendrye (1685–1749)  Mitglieder dieser Gemeinde, wie auch Timothy Demonbreun (Jacques-Timothée Boucher, Sieur de Montbrun; 1747–1826), der George Rogers Clark bei seiner Eroberung von Cahokia, Kaskaskia und Vincennes geführt hatte.
Charbonneau arbeitete eine Zeit lang als Pelzjäger für die North West Company. Dabei fand er Eingang in die Aufzeichnungen über eine Expedition, an der er teilnahm. Der Schreiber John McDowell trug am 30. Mai 1795 in sein Tagebuch ein: „Tousst. Charbonneau wurde von einer alten Saulteaux-Frau mit einer Ahle verletzt, als er ihre Tochter vergewaltigte – ein wohlverdientes Schicksal angesichts seiner Brutalität. Er konnte nur noch mit Schwierigkeiten gehen.“
Wahrscheinlich während seiner Zeit bei der North West Company traf er zum ersten Mal auf Siedlungen der Mandan und Hidatsa am Oberlauf des Missouri River im heutigen North Dakota. Nach seinem eigenen Bericht von ca. 1797 ließ er sich bei diesen Stämmen nieder – die Gegend blieb bis zu seinem Lebensende seine Heimat. Er wurde freier Agent und arbeitete auf eigene Rechnung und für verschiedene Firmen, die in diesem Gebiet tätig waren, als Fallensteller, Hilfsarbeiter und als Dolmetscher für die Sprache der Hidatsa.
Schon bald nach seiner Ansiedlung kaufte Charbonneau von den Hidatsa zwei gefangene Shoshone-Frauen: Sacajawea und „Otter Woman“. Diese beiden jungen Frauen waren von den Hidatsa bei einem ihrer jährlichen Raub- und Jagdzüge im Westen gefangen worden. Charbonneau betrachtete diese Frauen schließlich als seine Ehefrauen – ob sie aufgrund von indianischen Gebräuchen oder aus Gewohnheitsrecht miteinander oder gar nicht verbunden waren, ist nicht bekannt.
Sacajawea wurde 1804 mit ihrem ersten Kind schwanger. Im selben Jahr kamen Meriwether Lewis und William Clark in dieses Gebiet, errichteten das Fort Mandan und warben weitere Teilnehmer für ihre Expedition an. Mit Charbonneau sprach man über die Position eines Dolmetschers für die Hidatsa-Sprache. Lewis und Clark waren jedoch nicht besonders beeindruckt von ihm. Charbonneau sprach kein Englisch. Es gab zwar einige Expeditionsteilnehmer, die aus dem Französischen übersetzen konnten, aber ein weiteres Problem war, dass seine Kenntnisse der Hidatsa-Sprache auch nicht sehr ausgeprägt waren. Noch nach dreißig Jahren, die er bei den Hidatsa verbracht hatte, beherrschte er nach eigenem Bekunden ihre Sprache noch immer nicht. Als sich jedoch herausstellte, dass seine Frauen dem Volk der Shoshonen entstammten, waren Lewis und Clark darauf erpicht, auch für diese Sprache Übersetzer zu bekommen. So wurde Charbonneau am 4. November angeheuert. In der darauffolgenden Woche zogen er und Sacajawea ins Fort Mandan. Ihr Sohn Jean Baptiste wurde während des Winterlagers am 11. Februar 1805 geboren.

## Auf der Expedition
Im Frühling, als die Expedition zum Aufbruch rüstete, kamen Charbonneau Zweifel an seiner Rolle in der Gruppe. Die Aufzeichnungen vom 12. März 1805 besagen, dass er die Expedition verließ, weil er damit unzufrieden war, dass er Wache stehen und arbeiten sollte wie alle anderen Teilnehmer. Am 17. März kehrte er jedoch zurück, entschuldigte sich und sagte, er würde sich der Gruppe gern wieder anschließen. So wurde er einen Tag später wieder angestellt.
Mit 37 Jahren war Charbonneau der älteste Teilnehmer der Expedition. Seine Leistungen auf der Reise waren unterschiedlich: Lewis nannte ihn „einen Mann ohne besondere Vorzüge“. Viele Historiker zeichnen Charbonneau in einem eher unvorteilhaften Licht, nicht zuletzt wegen der schon geschilderten Vergewaltigung. Seine positiven Beiträge zu der Expedition werden überschattet von dem Zwischenfall mit der „weißen Piroge“ (ein einfaches Boot), der seine Frau Sacajawea in einem vorteilhaften Licht erscheinen lässt.
Dem Zwischenfall ging ein ähnliches Ereignis voraus, das im Journal vom 15. April 1805 zu finden ist, nur ein paar Tage nach Aufbruch der Expedition. Ein plötzlicher Wind brachte Charbonneaus Boot zum Schlingern und er geriet in Panik. George Drouillard ergriff die Ruderpinne und richtete das Boot wieder aus, ehe ein größeres Unglück geschah. Die Episode zeigt, dass Charbonneau wahrscheinlich nicht schwimmen konnte – ein deutlicher Nachteil auf einer langen Reise auf Flüssen.
Etwa einen Monat später gab es einen ähnlichen Zwischenfall. In den Aufzeichnungen vom 14. Mai 1805 ist vermerkt, dass die von Charbonneau gesteuerte Piroge wiederum von einer Bö erfasst wurde. Er verlor wiederum die Selbstbeherrschung. Pierre Cruzatte, der im selben Boot mit ihm saß, drohte, ihn zu erschießen, wenn er sich nicht zusammennähme, doch er hatte damit keinen Erfolg. Das Boot wäre beinahe gekentert, und Ausrüstungsgegenstände und Aufzeichnungen fielen ins Wasser. Sacajawea rettete die meisten Sachen aus dem Fluss. Meriwether Lewis war wütend: Er schrieb, Charbonneau sei „der wohl ängstlichste Bootsfahrer auf der Welt.“
Charbonneau lieferte aber auch einige wichtige Beiträge zum Erfolg der Expedition. Er war nützlich, als die Expedition auf französische Trapper aus Kanada stieß, und er diente als Koch: Sein Rezept für Boudin Blanc (eine Wurst aus Bisonfleisch) wurde von einigen Expeditionsteilnehmern sehr gelobt. Außerdem kam sein Verhandlungsgeschick sehr gelegen, als man von den Shoshonen dringend benötigte Pferde kaufte.
William Clark war besonders angetan von dem kleinen Jean Baptiste, den er „Pomp“ nannte. Diese Zuneigung dehnte sich auf die ganze Familie Charbonneau aus, einschließlich Toussaint. Obwohl er ihn wegen der Ausführung seiner Pflichten tadeln musste (27. Oktober 1805) und er einen Ehestreit schlichtete, in dem Charbonneau seine Frau geschlagen hatte (14. August 1805), bot Clark trotzdem an, Charbonneaus Familie nach der Expedition in St. Louis ein Heim einzurichten und für die Ausbildung Jean Baptistes zu sorgen.

## Nach der Expedition
Charbonneau lehnte zunächst Clarks Angebot ab, sich in St. Louis niederzulassen – er zog es vor, bei den Mandan und Hidatsa zu leben. Er erhielt 500,33 Dollar als Bezahlung für die neunzehn Monate, die er mit der Expedition verbracht hatte, und blieb eine Zeit lang in dem Gebiet am oberen Missouri. Im Jahr 1809 jedoch zog die Familie nach St. Louis und Charbonneau befasste sich für kurze Zeit mit Landwirtschaft, um den Lebensunterhalt für seine Familie zu verdienen. Dieses Leben scheint ihm aber nicht zugesagt zu haben, so gab er es nach einigen Monaten wieder auf und verließ die Stadt mit Sacajawea. Die Fürsorge für Jean Baptiste vertraute er William Clark an, dem er seine 1,3 km² Land für 100 Dollar verkauft hatte.
Er nahm dann eine Beschäftigung bei der Missouri Fur Company an und wurde in Fort Manuel stationiert. Während er 1812 an einer Expedition der Gesellschaft teilnahm, starb Sacajawea im Fort. Im Jahr darauf übertrug Charbonneau formell das Sorgerecht für seinen Sohn Jean Baptiste auf William Clark.
In der Zeit zwischen 1811 und 1833 arbeitete Charbonneau auch als Übersetzer für das Indianer-Büro der Upper Missouri Behörde, dabei verdiente er 300 bis 400 Dollar im Jahr. Man nimmt an, dass er diese Position der Patronage William Clarks verdankte, der seit 1813 Gouverneur des Missouri-Territoriums war. Mit Clarks Tod fand Charbonneaus Beschäftigung bei der Regierung ein plötzliches Ende.
Erhaltene Dokumente zeigen, dass Charbonneau im Missouri-Territorium weithin unbeliebt war. Der Grund dafür liegt möglicherweise zum Teil in seiner lässigen Haltung gegenüber seinen Jobs. Er arbeitete sowohl für Lisa’s Missouri Fur Company als auch für Johann Jakob Astors American Fur Company – beide Gesellschaften waren bittere Rivalen. Außerdem soll er einen anderen Arbeitgeber, James Kipp, 1834 auf einer Fell-Expedition im Stich gelassen haben. Vielleicht aus diesen Gründen verdiente Charbonneau den größten Teil seines Lebensunterhalts als Führer von Leuten, die von außerhalb des Gebiets kamen – unter ihnen der Schweizer Maler Karl Bodmer und Prinz Maximilian zu Wied-Neuwied. Bei diesen Gelegenheiten konnte er seine Erfahrungen von der Lewis-und-Clark-Expedition voll ausspielen.
Man weiß, dass Charbonneau insgesamt fünf Ehefrauen hatte. Alle waren einheimische Mädchen, die bei der Heirat erst sechzehn Jahre und jünger waren. Möglicherweise hatte er noch mehr Ehefrauen, von denen aber nichts überliefert ist. Seine letzte Frau, ein Mädchen vom Stamm der Assiniboine, war vierzehn Jahre alt, als sie 1837 heirateten – er war zu dieser Zeit über siebzig.
Er soll in Fort Mandan gestorben sein.